# Carangola Futebol Clube
Carangola Futebol Clube é uma agremiação esportiva de Petrópolis.

## História
O clube disputou o Campeonato Petropolitano de Futebol de 1927.

## Estatísticas

### Participações
| Competição               | Temporadas | Melhor campanha     | Estreia | Última | P | R |
| ------------------------ | ---------- | ------------------- | ------- | ------ | - | - |
| Campeonato Petropolitano | 1          | Desconhecido (1927) | 1927    | 1927   | – | – |